# Graignes-Mesnil-Angot
Pour les articles homonymes, voir Angot.
Graignes-Mesnil-Angot est une commune française, située dans le département de la Manche en région Normandie, peuplée de 800 habitants.

## Géographie

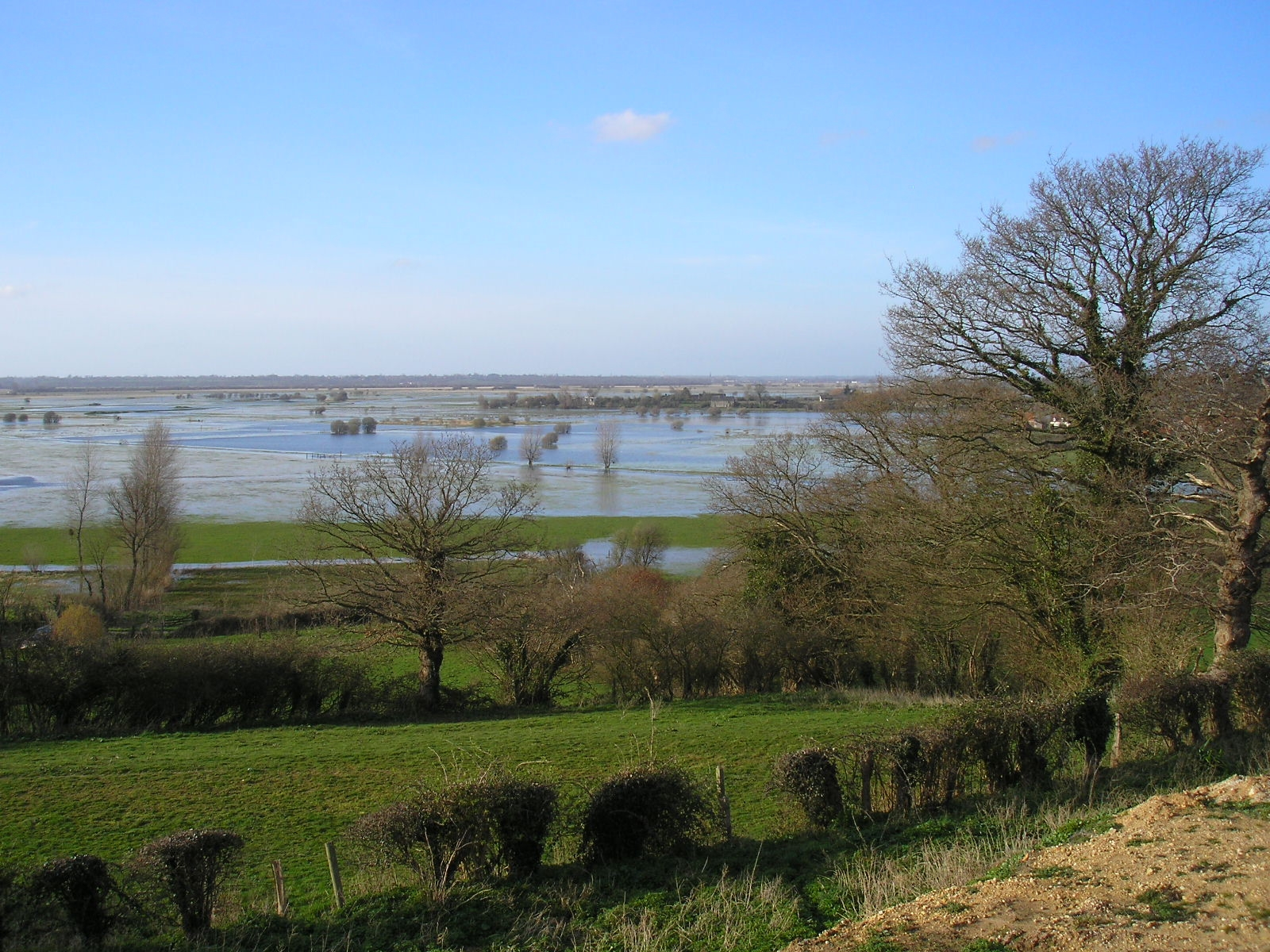
Vue des marais inondés depuis le bourg de Graignes.

Graignes est située dans le parc naturel régional des Marais du Cotentin et du Bessin.
| Saint-André-de-Bohon           | Montmartin-en-Graignes          | Montmartin-en-Graignes                                                                          |
| Saint-André-de-Bohon, Tribehou | Graignes-Mesnil-Angot           | Montmartin-en-Graignes, Saint-Jean-de-Daye (sur quelques dizaines de mètres), Le Mesnil-Véneron |
| Le Hommet-d'Arthenay           | Le Hommet-d'Arthenay, Le Dézert | Le Dézert                                                                                       |

### Hydrographie
La commune est située dans le bassin Seine-Normandie. Elle est drainée par le canal de Vire et Taute, la Taute, la Terrette, la rivière de Maubecq, un bras de la Taute, le canal 02 de la commune le Hommet d'Arthenay, le cours d'eau 01 de la commune de Graignes, le cours d'eau 01 du Feron, le cours d'eau 01 du Marais du Milieu, le cours d'eau 02 de la commune de Graignes, le fossé 02 de la commune de Montmartin-en-Graignes, le fossé 04 de la commune de Graignes, le fossé 08 de la commune le Dezert, le ruisseau du Port au Féron et un autre petit cours d'eau,.
Le Canal de Vire et Taute, d'une longueur de 12 km, prend sa source dans la commune d'Airel et se jette  dans la Taute à Carentan-les-Marais, après avoir traversé quatre communes.
La Taute, d'une longueur de 40 km, prend sa source dans la commune de Cambernon et se jette  dans la Douve à Carentan-les-Marais, après avoir traversé 13 communes.
La Terrette, d'une longueur de 29 km, prend sa source dans la commune de Cerisy-la-Salle et se jette  dans la Taute en limite de Tribehou et de Graignes-Mesnil-Angot, après avoir traversé 13 communes.

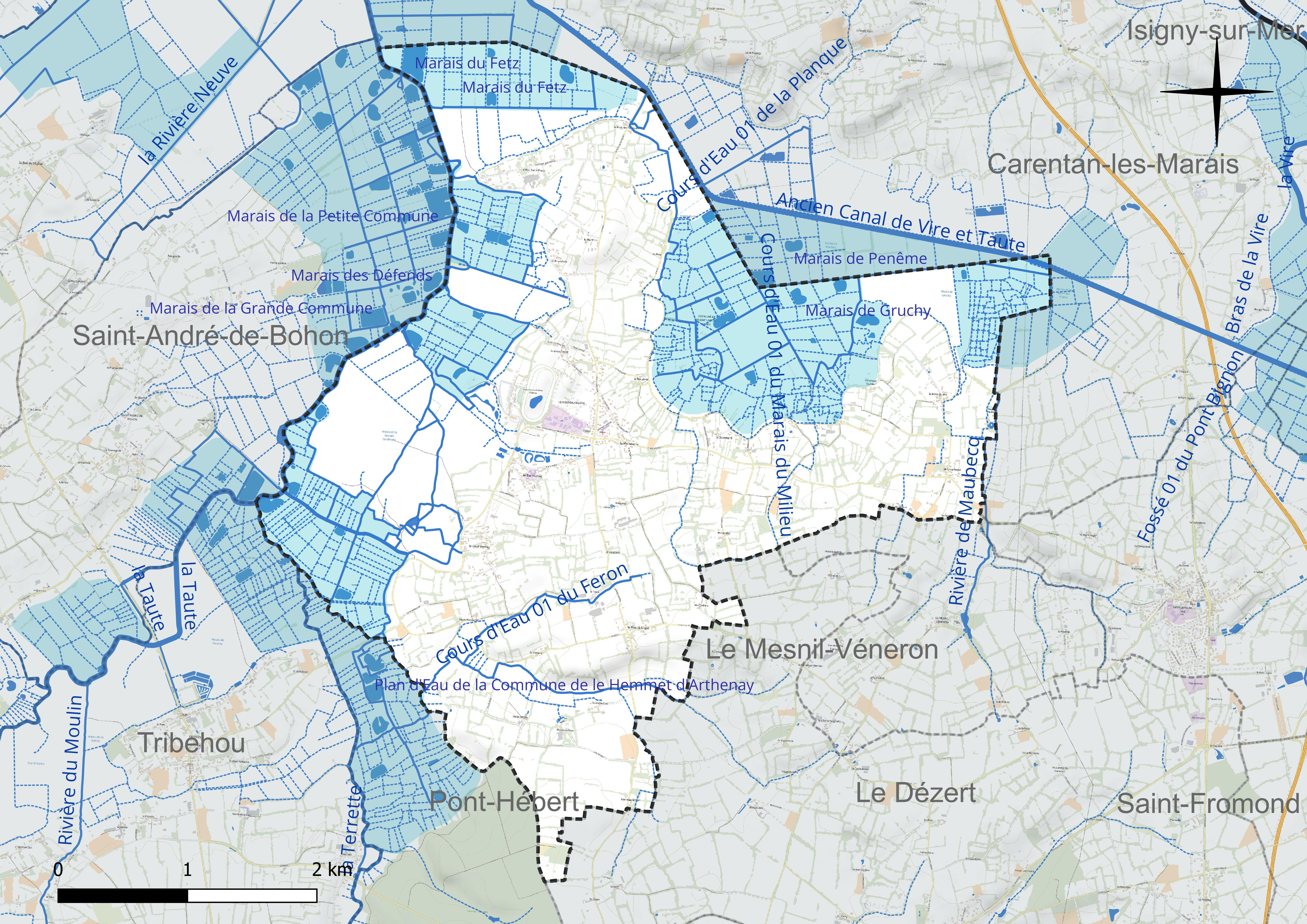
Réseau hydrographique de Graignes-Mesnil-Angot.

Deux plans d'eau complètent le réseau hydrographique : le marais de Gruchy (1,2 ha) et le marais du Fetz (3,9 ha),.

### Climat
Pour des articles plus généraux, voir Climat de la Normandie et Climat de la Manche.
En 2010, le climat de la commune est de type climat océanique franc, selon une étude du CNRS s'appuyant sur une série de données couvrant la période 1971-2000. En 2020, Météo-France publie une typologie des climats de la France métropolitaine dans laquelle la commune est exposée à un climat océanique et est dans la région climatique  Normandie (Cotentin, Orne), caractérisée par une pluviométrie relativement élevée (850 mm/a) et un été frais (15,5 °C) et venté. Parallèlement le GIEC normand, un groupe régional d’experts sur le climat, différencie quant à lui, dans une étude de 2020, trois grands types de climats pour la région Normandie, nuancés à une échelle plus fine par les facteurs géographiques locaux. La commune est, selon ce zonage, exposée à un « climat maritime », correspondant au Cotentin et à l'ouest du département de la Manche, frais, humide et pluvieux, où les contrastes pluviométrique et thermique sont parfois très prononcés en quelques kilomètres quand le relief est marqué.
Pour la période 1971-2000, la température annuelle moyenne est de 11 °C, avec une amplitude thermique annuelle de 11,2 °C. Le cumul annuel moyen de précipitations est de 800 mm, avec 13,2 jours de précipitations en janvier et 7,4 jours en juillet. Pour la période 1991-2020, la température moyenne annuelle observée sur la station météorologique la plus proche, située sur la commune de Sainte-Marie-du-Mont à 16 km à vol d'oiseau, est de 11,6 °C et le cumul annuel moyen de précipitations est de 890,0 mm,. Pour l'avenir, les paramètres climatiques de la commune estimés pour 2050 selon différents scénarios d’émission de gaz à effet de serre sont consultables sur un site dédié publié par Météo-France en novembre 2022.

## Urbanisme

### Typologie
Au 1er janvier 2024, Graignes-Mesnil-Angot est catégorisée commune rurale à habitat dispersé, selon la nouvelle grille communale de densité à sept niveaux définie par l'Insee en 2022.
Elle est située hors unité urbaine. Par ailleurs la commune fait partie de l'aire d'attraction de Carentan-les-Marais, dont elle est une commune de la couronne,. Cette aire, qui regroupe 13 communes, est catégorisée dans les aires de moins de 50 000 habitants,.

### Occupation des sols
L'occupation des sols de la commune, telle qu'elle ressort de la base de données européenne d’occupation biophysique des sols Corine Land Cover (CLC), est marquée par l'importance des territoires agricoles (93,6 % en 2018), une proportion sensiblement équivalente à celle de 1990 (93,1 %). La répartition détaillée en 2018 est la suivante : 
prairies (73,4 %), zones agricoles hétérogènes (17,3 %), zones urbanisées (6,2 %), terres arables (2,9 %), forêts (0,2 %). L'évolution de l’occupation des sols de la commune et de ses infrastructures peut être observée sur les différentes représentations cartographiques du territoire : la carte de Cassini (XVIIIe siècle), la carte d'état-major (1820-1866) et les cartes ou photos aériennes de l'IGN pour la période actuelle (1950 à aujourd'hui).

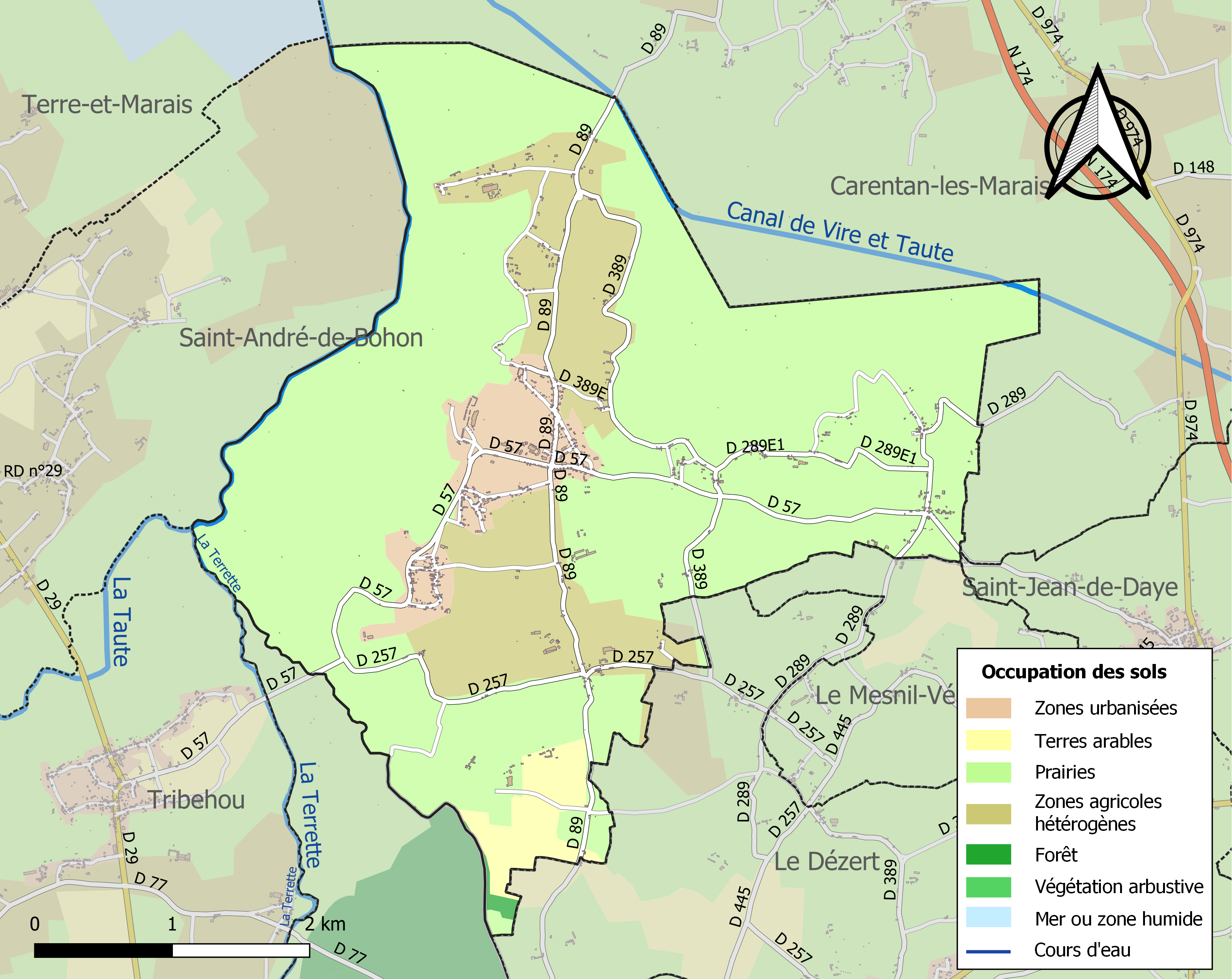
Carte des infrastructures et de l'occupation des sols de la commune en 2018 (CLC).

## Toponymie
Toponyme créé en 2007 par la fusion des noms de Graignes et du Mesnil-Angot.
Graignes est attesté sous les formes Grania entre 1109 et 1113, Grania en 1277 et vers 1280, Graignes entre 1753 et 1785.
François de Beaurepaire rapproche les formes anciennes de Graignes de celles de Grand (Vosges ; Granno à l'époque mérovingienne) et de Grane (Drôme) et il considère qu'elle peut avoir la même origine, c'est-à-dire le dieu gaulois Grannus qu'Albert Dauzat a identifié dans Grand et. En outre, il estime que l'on retrouve également le thème gran, dans le nom de Guernesey (Greneroi au XIe siècle) et dans le toponyme non identifié Grannonum / Grannona du litus Saxonicum. René Lepelley estime pour sa part que l'origine du toponyme Graignes est obscure.
Le gentilé est Graignais.
Mesnil-Angot est attesté sous la forme Mesnil Ansgoti en 1154 - 1178; Mesnillum Ansgoti,, Mesnillo Angot vers 1280.
L'ancien français mesnil, « domaine rural », est à l'origine de nombreux toponymes, notamment en Normandie. Le second élément -Angot représente l'anthroponyme Angot d'origine norroise Asgautr,, comprendre Ásgautr (variante Asgotr, vieux suédois Asgot). Il se perpétue dans le nom de famille normand Angot. On le retrouve, entre autres, dans les Angoville.
Le gentilé est Mesnil-Angotais.

## Histoire
La commune a été créée le 28 février 2007 par la fusion des anciennes communes de Graignes et du Mesnil-Angot.

## Politique et administration
| Période                                  | Période  | Identité           | Étiquette | Qualité                      |
| ---------------------------------------- | -------- | ------------------ | --------- | ---------------------------- |
| Les données manquantes sont à compléter. |          |                    |           |                              |
| mars 2007                                | mai 2020 | Denis Small        | SE        | Directeur d'école (retraité) |
| mai 2020                                 | En cours | Jean-Pierre Guégan | SE        | Agent commercial retraité    |

Le chef-lieu est fixé dans l'ancienne commune de Graignes. Le conseil municipal est composé de quinze membres dont le maire et trois adjoints.

## Population et société

### Démographie
L'évolution du nombre d'habitants est connue à travers les recensements de la population effectués dans la commune depuis 1793. Pour les communes de moins de 10 000 habitants, une enquête de recensement portant sur toute la population est réalisée tous les cinq ans, les populations de référence des années intermédiaires étant quant à elles estimées par interpolation ou extrapolation. Pour la commune, le premier recensement exhaustif entrant dans le cadre du nouveau dispositif a été réalisé en 2005.
En 2022, la commune comptait 800 habitants, en évolution de +0,88 % par rapport à 2016 (Manche : −0,31 %, France hors Mayotte : +2,11 %).
Le tableau liste la population de Graignes jusqu'en 1999, de la commune fusionnée après. Pour la démographie du Mesnil-Angot, voir l'article détaillé.
Graignes a compté jusqu'à 1 232 habitants en 1841. Le Mesnil-Angot avait atteint son maximum démographique en 1806 avec 251 habitants.
| 1793  | 1800  | 1806  | 1821  | 1831  | 1836  | 1841  | 1846  | 1851  |
| ----- | ----- | ----- | ----- | ----- | ----- | ----- | ----- | ----- |
| 1 120 | 1 033 | 1 206 | 1 199 | 1 187 | 1 217 | 1 232 | 1 208 | 1 163 |

| 1856  | 1861  | 1866  | 1872  | 1876  | 1881  | 1886  | 1891  | 1896  |
| ----- | ----- | ----- | ----- | ----- | ----- | ----- | ----- | ----- |
| 1 146 | 1 132 | 1 151 | 1 158 | 1 172 | 1 126 | 1 067 | 1 081 | 1 050 |

| 1901  | 1906 | 1911 | 1921 | 1926 | 1931 | 1936 | 1946 | 1954 |
| ----- | ---- | ---- | ---- | ---- | ---- | ---- | ---- | ---- |
| 1 004 | 996  | 920  | 818  | 849  | 795  | 776  | 712  | 782  |

| 1962 | 1968 | 1975 | 1982 | 1990 | 1999 | 2005 | 2006 | 2010 |
| ---- | ---- | ---- | ---- | ---- | ---- | ---- | ---- | ---- |
| 783  | 677  | 602  | 588  | 534  | 617  | 713  | 783  | 793  |

| 2015 | 2020 | 2022 | - | - | - | - | - | - |
| ---- | ---- | ---- | - | - | - | - | - | - |
| 784  | 801  | 800  | - | - | - | - | - | - |

### Activité culturelle et manifestations
Graignes-Mesnil-Angot est connu par le monde équin. En effet, l'hippodrome fait la renommée de la commune qui est également connue notamment pour ses feux d'artifice qui ont lieu chaque été à l'hippodrome.

## Culture locale et patrimoine

### Lieux et monuments

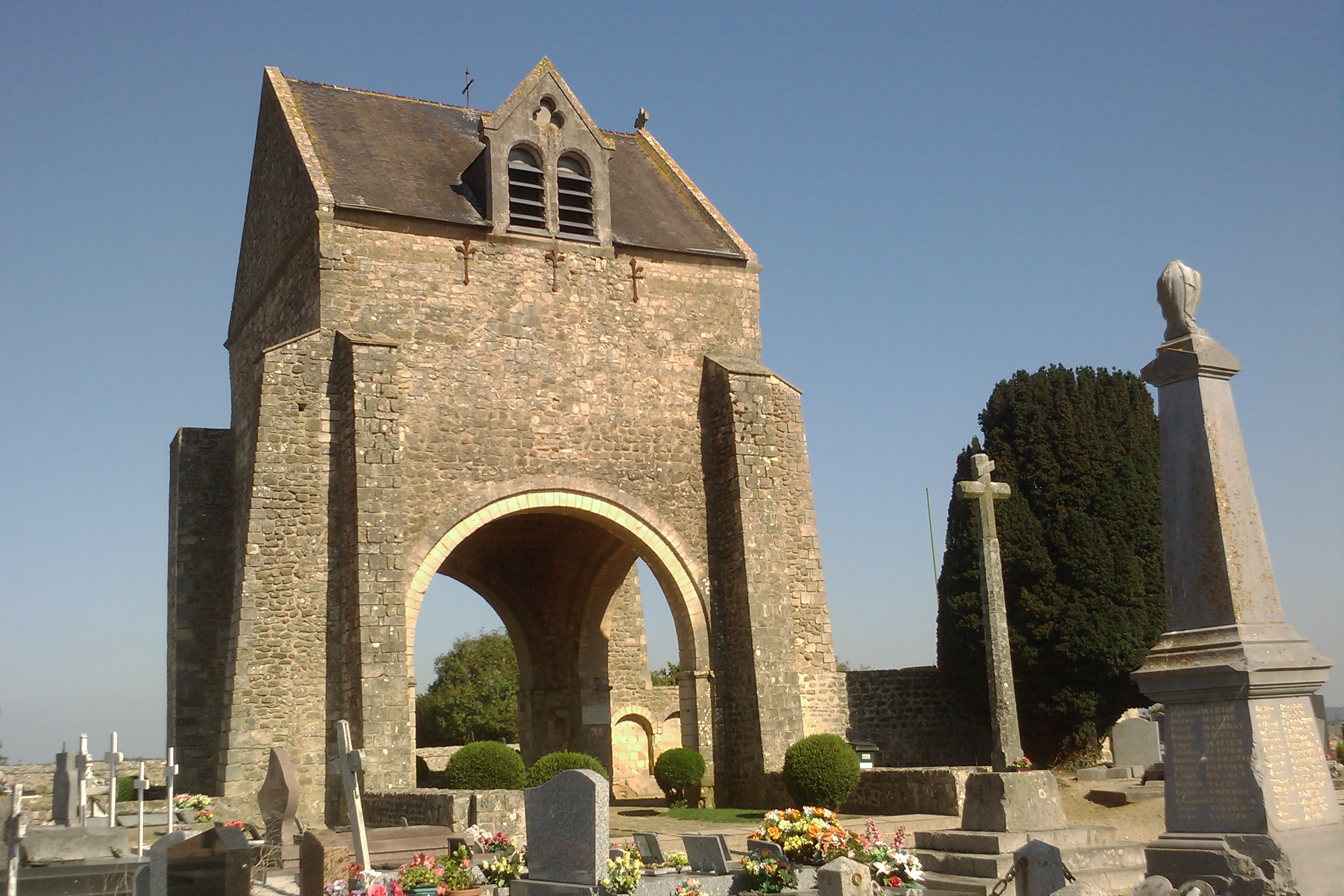
Le monument franco-américain.

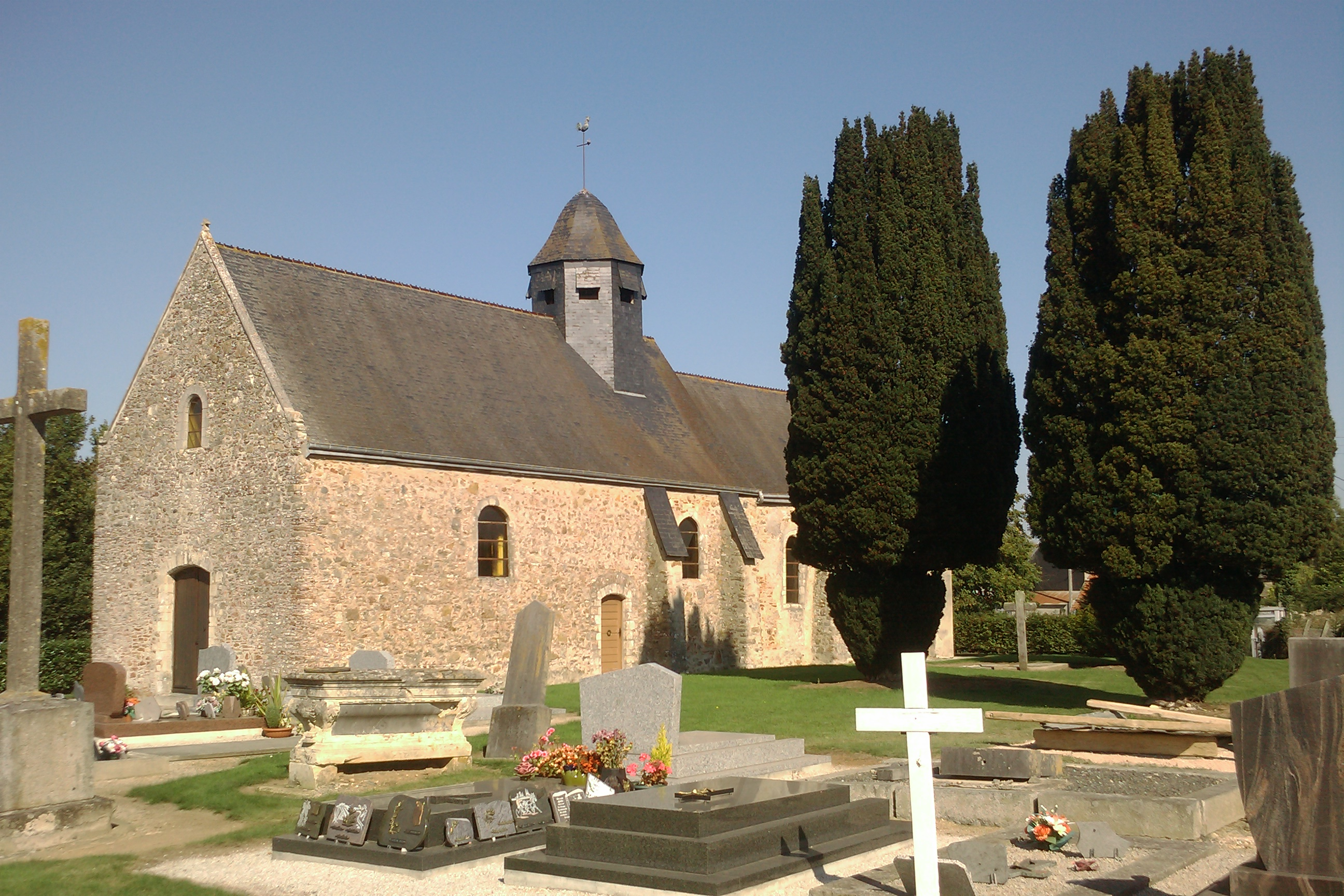
L'église Saint-Martin du Mesnil-Angot.

- Église Saint-Michel de Graignes : construite en béton armé par Guy Pison entre 1956 et 1960, avec des vitraux de François Chapuis, inscrite en totalité au titre des monuments historiques le 16 juin 2005[45].
- Le clocher de l'ancienne église de Graignes a été érigé en mémorial en hommage aux soldats américains et civils tués le 12 juin 1944.
- Le marais de la Grande Commune, d'une superficie de 119 ha.
- La réserve naturelle régionale des Marais de la Taute.
- Église Saint-Martin du Mesnil-Angot du XVIIe siècle.

### Personnalités liées à la commune
- Raymond Rigault, créateur en 1945 de la Société des courses de Graignes puis de l'École des courses hippiques (École des jockeys) en 1972.